# 井出正成
井出 正成（いで まさなり）は、江戸時代初期の武士。

## 出自
出生は伊豆国で、井出正次の三男である。井出家は同族で分家を多く創立しているが、正成は正次の直系にあたる。

## 略歴
『寛永諸家系図伝』には、正成について以下のようにある。慶長13年（1608年）13歳の時に徳川家康に拝謁し、その後徳川秀忠・徳川家光に仕えた。慶長19年（1614年）に成瀬正武の組に属し、大坂冬の陣および大坂夏の陣に供奉する。寛永18年（1641年）3月29日に46歳で没したとある。
『寛政重修諸家譜』巻第千百（以下『寛政譜』）には、『寛永諸家系図伝』以外の事柄として、以下のようにある。徳川家康に拝謁後に徳川秀忠に奉仕し、小姓を務める。慶長14年（1609年）には家督を継ぐ。同19年（1614年）に小姓組の番士となり、大坂冬の陣・大坂夏の陣に供奉し、寛永2年（1625年）12月には采地の御朱印を賜う。後に番を辞し、小普請となる。墓所については「目白台の蓮華寺に葬る。のち代々葬地とす」とある。
先代の正次は徳川家康朱印状により伊豆国君沢郡に采地300石を宛行われているが、『寛政譜』に「采地の御朱印を賜う」とあるように正成も徳川秀忠朱印状により同地を引き継いでいる。その朱印状は井出の本家に代々伝えられており、後世江戸幕府が旗本・御家人の古文書調査をした際、正成より六代後の井出正英が写を幕府に提出している。
家督は子の正陳が継いだ。